# محمد ایوب
محمد ایوب (انگلیسی: Muhammad Ayub؛ ۱۹۳۲ – ۱۹ اکتبر ۲۰۰۸) پرتاب‌گر دیسک اهل پاکستان بود.